# Битка при Тиндарис
Битката при Тиндарис (на латински: Tyndaris) е морска битка през 257 пр.н.е. при Тиндарис (днес Тиндари, част от Пати) пред северния бряг на Сицилия между флота на Картаген и Римската република. Завършва с победа на римляните.
Командир на римляните е Гай Атилий Регул, а на Катраген генерал Хамилкар
Според Полибий римляните завладяват десет противнически кораба и потапят осем. Някои картагенски кораби успяват да избягат в посока на Липарските острови.